# Maria Hartmann
Maria (uneori Marie) Lobach Hartmann (n. 11 decembrie 1798, Turnow⁠(d), Turnow-Preilack, Brandenburg, Germania – d. 30 decembrie 1853) a fost o misionară a Bisericii Morave în Surinam. Ea a fost de origine germană, dintr-o familie de sorabi, și a fondat așezarea Koffiekamp în districtul Brokopondo.

## Biografie
Maria Lobach (în sorabă: Marija Lobakojc) s-a născut într-o familie de sorabi din Turnow, Lusatia de Jos. S-a căsătorit cu misionarul Johann Gottlieb Hartmann cu care a călătorit în America de Sud, în Surinam, în 1826; cuplul a trăit și a lucrat în Paramaribo și Charlottenburg, Wanhatti. Cei doi au avut cinci copii, printre care și Maria Heyde (1837-1917);  care a continuat munca părinților săi de misionari în Surinam. Unul dintre fiii lor a plecat în Africa de Sud pentru a lucra cu sclavii de acolo. Johann a murit în 1844, dar Maria și-a continuat lucrarea, lucrând cu populația de culoare din Berg en Dal și Bambey; și călătorind prin țară pentru a-i învăța pe negrii eliberați. 1851 a fost cel mai întunecat an, toată lumea, cu excepția Mariei Hartmann, a murit de febră galbenă, iar Hartmann a părăsit Bambey și s-a mutat în pădure.

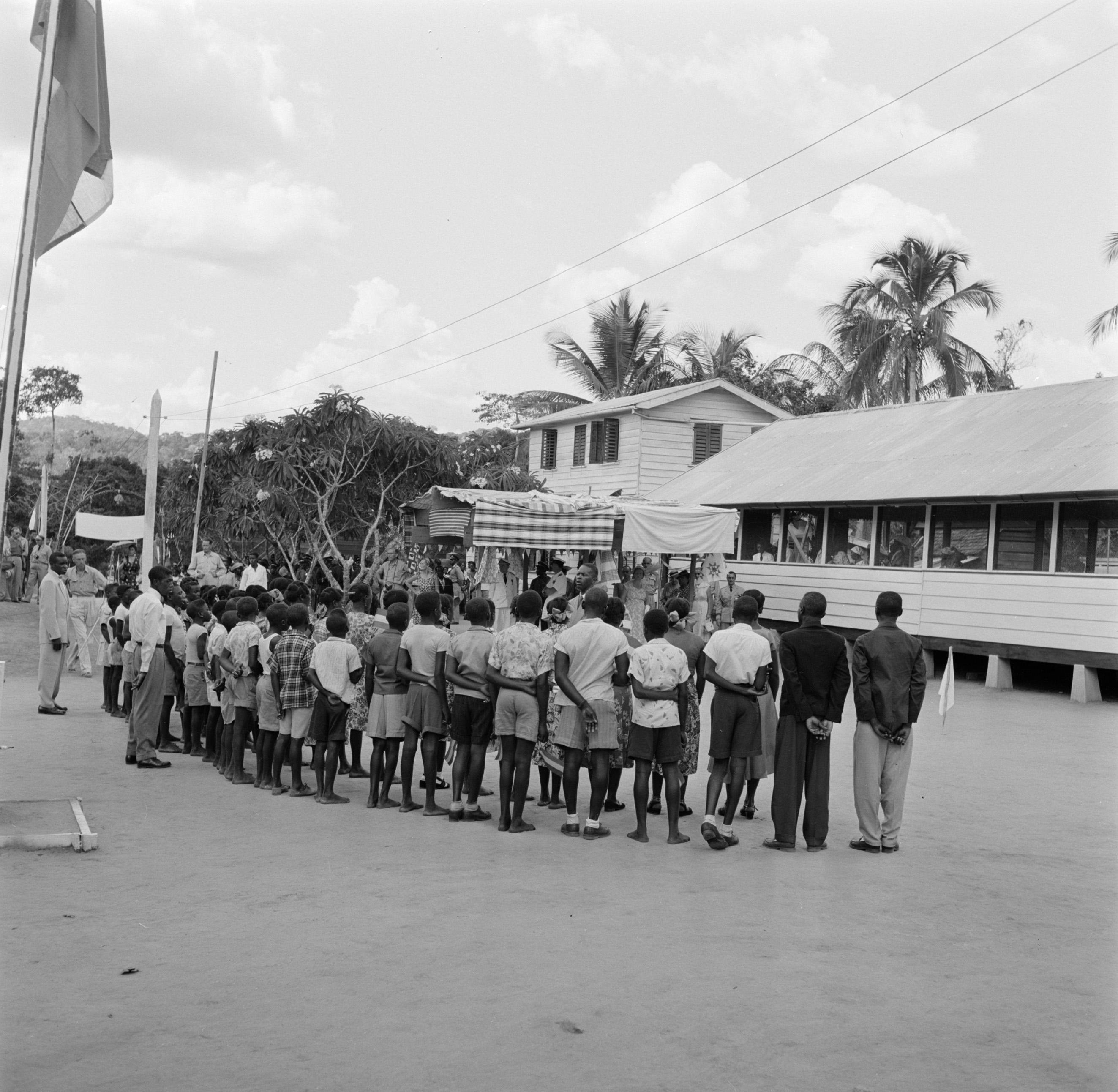
Școala din Koffiekamp în 1955

Printre activitățile ei s-a numărat și învățarea misionarilor mai tineri. A suferit de filarioză limfatică, dar a continuat să lucreze până a murit; la moartea ei au fost scrise o serie de articole care au lăudat exemplul pe care l-a dat prin munca sa. Realizările sale au inclus fondarea așezării Koffiekamp din Sarakreek,  Brokopondo în 1851. Biserica locală a fost construită în 1853,  însă în aceasta perioadă ea s-a îmbolnăvit. Cineva din parohia ei a sosit pentru a asista la sfințirea bisericii și a găsit-o pe Maria zăcând în hamacul ei. La 22 decembrie 1853, a fost transportată la Paramaribo, unde a murit la 30 decembrie.
În 1965, satul Koffiekamp a fost inundat după construirea barajului Afobaka. Sătenii au fost strămutați în Marshallkreek și Tapoeripa.